# Bonde da Stronda
Bonde da Stronda (abreviado BDS) es un grupo de hip-hop formado por Mr. Thug (Diego Raphael Villanueva)y Léo Stronda (Leonardo Schulz Cardoso) en 2006 en la ciudad de Río de Janeiro, Brasil. Actualmente ha grabado 4 discos y está trabajando en su próximo programado para ser lanzado en noviembre de este año.
Ellos son es conocido por mezclar varios ritmos musicales que crean un estilo único. En sus letras retratan la realidad de su día a día de los asuntos de hablar sobre todo como prejuicios, mujeres, fiestas, bebidas, citas de amor, y el sexo.

## Historia
El grupo comenzó en noviembre de 2006, estando formado por Mr. Thug , Léo Stronda, Mc Night y Mc Cot. Comenzaron con grabaciones caseras y con el lanzamiento independiente de las canciones en Internet, fueron reconocidos por los medios de comunicación.En 2007 Mc Cot decidió dejar el grupo, sin motivo aparente. En 2008 lanzaron su primer álbum independiente Stronda Style, después de esto, Mc Night decidió dejar el grupo. 9 de agosto de 2009 lanzó el álbum virtual Nova Era da Stronda. En 2011 lanzaron su CD A Profecia. El 4 de julio de 2012 lanzaron su nuevo trabajo, el mixtape Corporação.
El álbum Feito pras Damas fue lanzado oficialmente el 18 de enero de 2013 para descarga digital gratuita.

## Discografía

### Álbumes de estudio
- Nova Era da Stronda (2009) Galerão Records
- A Profecia (2011) Galerão Records
- Corporação (2012) Galerão Records
- Feito pras Damas (2013) Galerão Records

### Demos
- Stronda Style (2008) Independiente

### Vídeos musicales
- 2009 - Bonde da Stronda - Tic Tic Nervoso
- 2010 - Bonde da Stronda - Playsson Raiz
- 2010 - Bonde da Stronda (con Mr. Catra) - Mansão Thug Stronda
- 2011 - Bonde da Stronda (con Babí Hainni) - Tudo Pra Mim
- 2011 - Bonde da Stronda (con Leleco 22) - Hell De Janeiro
- 2011 - Bonde da Stronda - Esbórnia e Álcool
- 2012 - Bonde da Stronda (con Dudu Nobre) - Tem Que Respeitar
- 2012 - Bonde da Stronda (con Pollo) - Zica do Bagui
- 2012 - Bonde da Stronda - Tem Espaço? Faz Tatuagem!
- 2012 - Bonde da Stronda - Bonde da Maromba
- 2013 - Bonde da Stronda - Das Antigas	Corporação
- 2013 - Hevo 84 (con Bonde da Stronda) - Minha Pira
- 2013 - Bonde da Stronda (con Alandin) - Swing do Bonde[5]

## Miembros
| Miembros actuales - Mr. Thug - voz (2006 – presente) - Léo Stronda - voz (2006 – presente) | Miembros anteriores - Night - voz (2006 – 2007) - Cot - voz (2006 – 2008) |